# 脳性マヒブラザーズ
脳性マヒブラザーズ（のうせいマヒブラザーズ）は、日本のお笑いコンビ。

## 概要
ともに脳性麻痺である、うまく喋れない人DAIGO（木原大吾）と、歩けない人周佐則雄によって結成されたコンビ。自らの障害をネタにしている。
小学校と中学校は特殊学級、高校は養護学校に通っており、2005年にDAIGOが養護学校の後輩である周佐に声をかけて結成した。
イタいでは終わりたくないと思い、ハンディを武器に換えて舞台に立っている。
2010年12月、バリバラ〜障害者情報バラエティー〜のSHOW-1グランプリの初代グランプリになる。
2014年に上映された映画『抱きしめたい -真実の物語-』に出演。
2018年11月にコンビを解散したが、2019年に上映された『BADDREAM』という映画の主演になる。